# Стерлінг Гейден
Стерлінг Волтер Гейден (англ. Sterling Walter Hayden; 26 березня 1916 — 23 травня 1986) — американський актор і сценарист.

## Біографія
Народився в Аппер-Монтклер, Нью-Джерсі, США.Був одружений з Медлін Керол, пізніше розлучився. Акторську кар'єру почав в 1941 році, знявшись у фільмі «Віргінія». Пізніше став сценаристом. У 1972 році зіграв роль капітана нью-йоркської поліції (Маккласьки) у фільмі «Хрещений батько». Помер у віці 70 років в Саусаліто, Каліфорнія, США.

## Вибрана фільмографія
- 1950 — Асфальтові джунглі
- 1954 — Джонні Гітара
- 1956 — Убивство
- 1964 — Доктор Стрейнджлав
- 1972 — Хрещений батько
- 1978 — Король циган